# Semanario Hebreo
Semanario Hebreo (en català 'Setmanari Hebreu'), és un diari setmanal de la comunitat jueva de l'Uruguai, fundat a Montevideo l'any 1960 pel polonès-jueu José Jerozolimski. Semanario Hebreo es publica en castellà. L'any 2018, el diari va fusionar les seves operacions digitals amb el portal JAI, creant un nou portal d'Internet anomenat Semanario Hebreo Jai.